# Julius Franz (Astronom)

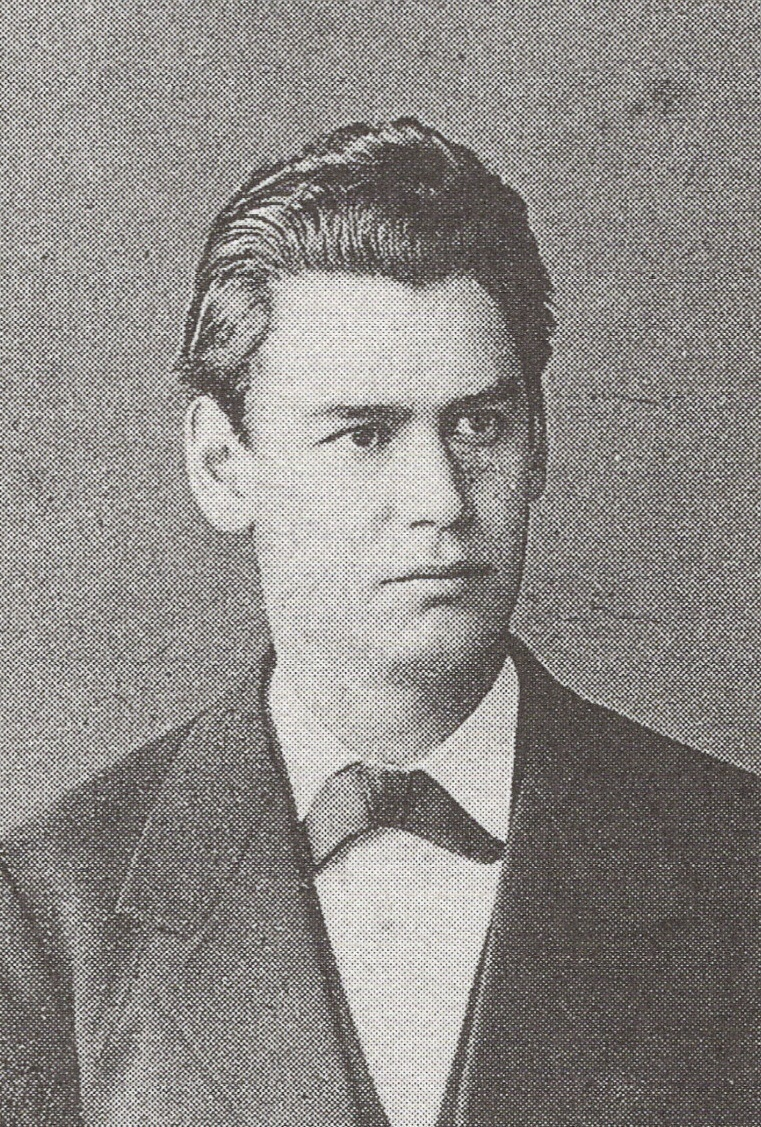
Julius Franz

Julius Heinrich Georg Franz (* 28. Juni 1847 in Rummelsburg, Hinterpommern; † 28. Januar 1913 in Breslau) war ein deutscher Astronom.

## Leben
Franz war der Sohn eines Sanitätsrats und Kreisphysikus. Er studierte an den Universitäten Greifswald, Halle und Berlin die Fächer Astronomie und Mathematik und konnte 1872 dieses Studium 1872 erfolgreich mit einer Promotion in Halle abschließen. In seiner Dissertation behandelte er das Foucaultsche Pendel (Über das Foucault’sche Pendel).
1874 wurde er Astronom an der Sternwarte Neuchâtel in der Schweiz. 1875 habilitierte er sich dort an der Universität Neuenburg. Seit 1877 war er als Observator der Sternwarte Königsberg tätig. 1882 leitete er die deutsche Expedition nach Aiken in South Carolina zur Beobachtung der Venuspassage. 1889 habilitierte er sich an der Universität Königsberg, ab 1893 lehrte er dort als außerordentlicher Professor. Ab 1897 war er Inhaber des Lehrstuhls für Astronomie an der Universität Breslau und Direktor der dortigen Universitäts-Sternwarte. 
Ab 1885 war er Mitglied der Deutschen Akademie der Naturforscher Leopoldina. Franz befasste sich vor allem mit der Topographie des Mondes und lieferte detaillierte Beschreibungen zahlreicher Mondkrater. Der Mondkrater Franz ist nach ihm benannt.
Franz war der Vater des Zoologen Victor Franz.

## Veröffentlichungen (Auswahl)
- Die Konstanten der physischen Libration des Mondes, 1889.
- Die Figur des Mondes, 1899.
- Der Mond, 1906.
- Die Randlandschaften des Mondes, 1913.